# Plocospermataceae
Classification APG III (2009)
Famille
Les Plocospermataceae (ou Plocospermatacées) sont une famille de plantes à fleurs dicotylédones de l'ordre des Lamiales. Elle ne comprend qu'une espèce Plocosperma buxifolium (it). Ce sont des arbres ou des arbustes à petites feuilles persistantes, des régions subtropicales à tropicales, originaires du Mexique et d'Amérique centrale.

## Étymologie
Le nom vient du genre type Plocosperma, composé des mots grecs πλόκος / plokos, «  touffe de cheveux noués ou bouclés », et σπέρμα / sperma, « semence ; graine », en référence aux caractères de l’unique espèce de cette famille.
Les noms scientifiques du genre et de l'espèce ont été définis par le botaniste anglais George Bentham (1800-1884) dans Hooker's Icones Plantarum. Le nom de famille a été défini par le botaniste et taxonomiste anglais John Hutchinson (1884-1972) dans Families of Flowering Plants.

## Classification
La classification phylogénétique situe cette famille dans l'ordre des Lamiales.

## Liste des genres
Selon Angiosperm Phylogeny Website (12 nov. 2015), GRIN (12 nov. 2015), NCBI (12 nov. 2015) et DELTA Angio (12 nov. 2015) :
- Plocosperma Benth.

## Liste des espèces
Selon NCBI (8 Jul 2010) et GRIN (8 Jul 2010) :
- genre Plocosperma Benth.
  - Plocosperma buxifolium Benth.